# Silene ningxiaensis
Silene ningxiaensis là loài thực vật có hoa thuộc họ Cẩm chướng. Loài này được C.L. Tang miêu tả khoa học đầu tiên năm 1980.